# Liste der Naturschutzgebiete in der Stadt und Landkreis Rosenheim
Im Landkreis Rosenheim und in der Stadt Rosenheim gibt es 13 Naturschutzgebiete. Das größte Naturschutzgebiet ist das 1991 eingerichtete Naturschutzgebiet Geigelstein. Das Naturschutzgebiet Eggstätt-Hemhofer Seenplatte wurde bereits im Jahr 1939 ausgewiesen und ist damit Bayerns ältestes Naturschutzgebiet!
| Name                                             | Bild | Kennung                   | Kreis                                                       | Einzelheiten                                                     | Position | Fläche Hektar | Datum |
| ------------------------------------------------ | ---- | ------------------------- | ----------------------------------------------------------- | ---------------------------------------------------------------- | -------- | ------------- | ----- |
| Auer Weidmoos                                    |      | NSG-00117.01 WDPA: 81325  | Landkreis Rosenheim                                         |                                                                  | ⊙        | 76,95         | 1999  |
| Eggstätt-Hemhofer Seenplatte                     |      | NSG-00154.01 WDPA: 4417   | Landkreis Rosenheim                                         |                                                                  | ⊙        | 1.023,78      | 1939  |
| Frauenöder Filz                                  | BW   | NSG-00031.01 WDPA: 81690  | Landkreis Rosenheim                                         |                                                                  | ⊙        | 12,63         | 1993  |
| Geigelstein                                      |      | NSG-00384.01 WDPA: 64683  | Landkreis Rosenheim, Landkreis Traunstein                   | LK Rosenheim 1.515,53 ha, LK Traunstein 1.623,57 ha              | ⊙        | 3.139,1       | 1991  |
| Hacken und Rottauer Filz                         |      | NSG-00373.01 WDPA: 163467 | Landkreis Rosenheim, Landkreis Traunstein                   | LK Rosenheim 24,91 ha, LK Traunstein 339,16 ha                   | ⊙        | 364,07        | 1990  |
| Hochmoor am Kesselsee                            |      | NSG-00156.01 WDPA: 81897  | Landkreis Rosenheim                                         |                                                                  | ⊙        | 82,87         | 1982  |
| Irlhamer Moos                                    |      | NSG-00059.01 WDPA: 82004  | Landkreis Rosenheim                                         |                                                                  | ⊙        | 38,02         | 1951  |
| Kalten                                           |      | NSG-00347.01 WDPA: 164009 | Rosenheim, Landkreis Rosenheim                              | Kaltenbach, Stadt Rosenheim 47,90 ha, LK Rosenheim 47,77 ha      | ⊙        | 95,67         | 1989  |
| Kühwampenmoor                                    | BW   | NSG-00047.01 WDPA: 164292 | Landkreis Rosenheim                                         |                                                                  | ⊙        | 23,23         | 1949  |
| Kupferbachtal bei Unterlaus                      |      | NSG-00177.01 WDPA: 164300 | Landkreis München, Landkreis Ebersberg, Landkreis Rosenheim | LK München 18,48 ha, LK Ebersberg 2,87 ha, LK Rosenheim 24,12 ha | ⊙        | 45,47         | 1983  |
| Murner Filz                                      |      | NSG-00051.01 WDPA: 82197  | Landkreis Rosenheim                                         |                                                                  | ⊙        | 98,47         | 1950  |
| Südufer des Simssees                             |      | NSG-00433.01 WDPA: 165791 | Landkreis Rosenheim                                         |                                                                  | ⊙        | 254,84        | 1993  |
| Vogelfreistätte Innstausee bei Attel und Freiham |      | NSG-00163.01 WDPA: 82797  | Landkreis Rosenheim                                         |                                                                  | ⊙        | 566,28        | 1982  |
| Legende für Naturschutzgebiet                    |      |                           |                                                             |                                                                  |          |               |       |